# 시흥천
시흥천은 서울특별시 금천구 시흥동 삼성산 기슭에서 발원하여 서울특별시 금천구 시흥동 시흥대교 교량 아래에서 안양천에 유입되는 금천구의 복개하천이다. 1971년 복개공사 이후 유로가 심하게 변경되어 정확한 길이는 알려져 있지 않다. 또한 복개된 이후 많은 세월이 지나 이 하천에 대한 정보도 부족한 편이다.